# Bazarnes
Bazarnes település Franciaországban, Yonne megyében. Lakosainak száma 414 fő (2022. január 1.). Bazarnes Trucy-sur-Yonne, Fontenay-sous-Fouronnes, Prégilbert, Sainte-Pallaye, Val-de-Mercy, Vincelles és Deux Rivières községekkel határos.

## Népesség
A település népességének változása:
| Lakosok száma | 414  | 424  | 438  | 424  | 418  | 413  | 417  | 415  | 414  |
|               | 2013 | 2015 | 2016 | 2017 | 2018 | 2019 | 2020 | 2021 | 2022 |